# Cissé (Vienne)
Cissé település Franciaországban, Vienne megyében. Lakosainak száma 2875 fő (2022. január 1.). Cissé Avanton, Migné-Auxances, Neuville-de-Poitou, Quinçay, Vouillé és Yversay községekkel határos.

## Népesség
A település népességének változása:
| Lakosok száma | 2651 | 2741 | 2813 | 2785 | 2807 | 2835 | 2849 | 2881 | 2875 |
|               | 2013 | 2015 | 2016 | 2017 | 2018 | 2019 | 2020 | 2021 | 2022 |